# Mechthild Roth
Mechthild Roth (* 7. Mai 1956 in Ravensburg) ist eine deutsche Biologin und Professorin für Forstzoologie an der Technischen Universität Dresden.

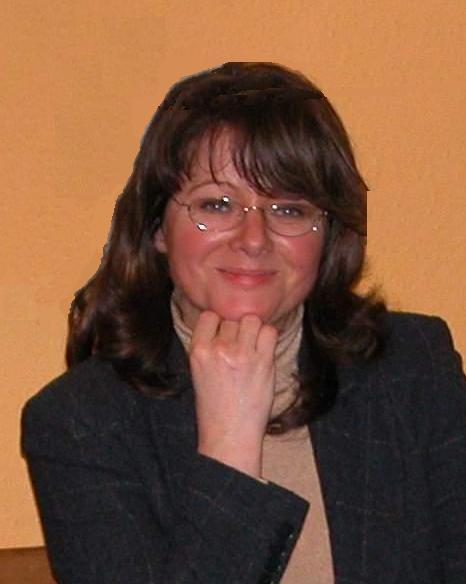
Mechthild Roth

## Leben
Roth studierte von 1975 bis 1980 Biologie und Chemie an der Universität Ulm. Sie promovierte 1984 zum Thema „Die Coleopterenzönose im Ökosystem Fichtenforst, ökologische und element-analytische Untersuchungen“. Anschließend war sie bis 1988 wissenschaftliche Angestellte im Rahmen verschiedener Drittmittelprojekte (Europäisches Forschungszentrum für Maßnahmen zur Luftreinhaltung, Kernforschungszentrum Karlsruhe) zu Struktur und Funktion der Invertebratenzönosen von Wäldern und zum Elementfluss in Waldökosystemen unter Berücksichtigung der Nahrungsketten wirbelloser Tiere. Von 1988 bis 1994 war Roth als wissenschaftliche Assistentin am Lehrstuhl für Ökologie und Morphologie der Tiere der Universität Ulm mit den Arbeitsschwerpunkten Bodenfauna, Biomonitoring und Ökotoxikologie tätig. Im Jahr 1991 folgte ihre Habilitation für das Fachgebiet Zoologie an der Fakultät für Naturwissenschaften der Universität Ulm. 1994 wurde sie auf eine Professur für Forstzoologie an die Technische Universität Dresden berufen. Zwischen 1999 und 2006 war sie außerdem die Leiterin des deutsch-ukrainischen Projektes DNISTER.

## Schriften
- Roth, M.: Elementanalytische Untersuchungen an der bestandestypischen In-vertebratenzönose eines Fichtenforstes. – Mitt. Dtsch. Ges. Allg. Angew. Ent. 8: 353–363. 1993.
- Roth, M.: Effects of Short Chain Holocarbons on Invertebrates of Terrestrial and Aquatic Ecosystems. – Organohalogen Compd. 14: 285–295. 1993.
- Jäkel, A. & Roth, M.: Short-term effects of selected insecticides on non-target soil invertebrates of a forest ecosystem. – In: V. Pizl & K. Tajovsky (eds.): Soil Zoological Problems in Central Europe. Proc. 4th European Congress on Soil Zoology, České Budějovice 23.–24. April 1997: 65–69. 1998.
- Junker, E.A.; Roth, M.: Auswirkungen waldbaulicher Eingriffe in die Überschirmung auf ausgewählte Gruppen epigäischer Regulatoren im Bergmischwald (Arachnida: Araneae; Coleoptera: Carabidae). Mitt. Dtsch. Ges. Allg. Angew. Ent. 12: 61–66. 2000.
- Reike, H.P.; Roth, M.: Markierungsdesign und Ergebnisse von Capture-recapture-Experimenten zur Raumnutzung von Carabus-Arten (Col.: Carabidae). Ökologische Beiträge (Jena) 4 (2): 183–188. 2000.
- Horban, I.; Kampwerth, U.; Korte, E.; Lesnik, V.; Niemeier, S.; Roth, M.; Plachter, H.: Der Dnister: Ökologische Charakterisierung eines Flußsystems in der Westukraine. ATV-DVWK-Schriftenreihe 21 Gewässer – Landschaften Aquatic Landscapes: 101–117. 2000.
- Roth, M., G. Förster, E.A. Junker, C. Quaisser, U.M. Ratschker, G.M. Schmitt & T. Schreiter: Die Wirbellosenfauna des Bodens: epigäische und temporär endogäische Arten. – In: FLADE et al. (Hrsg.): Naturschutz in der Agrarlandschaft: Ergebnisse des Schorfheide-Chorin-Projektes. – Quelle & Meyer Verlag, Wiebelsheim: 58–60. 2003